# Севський чех

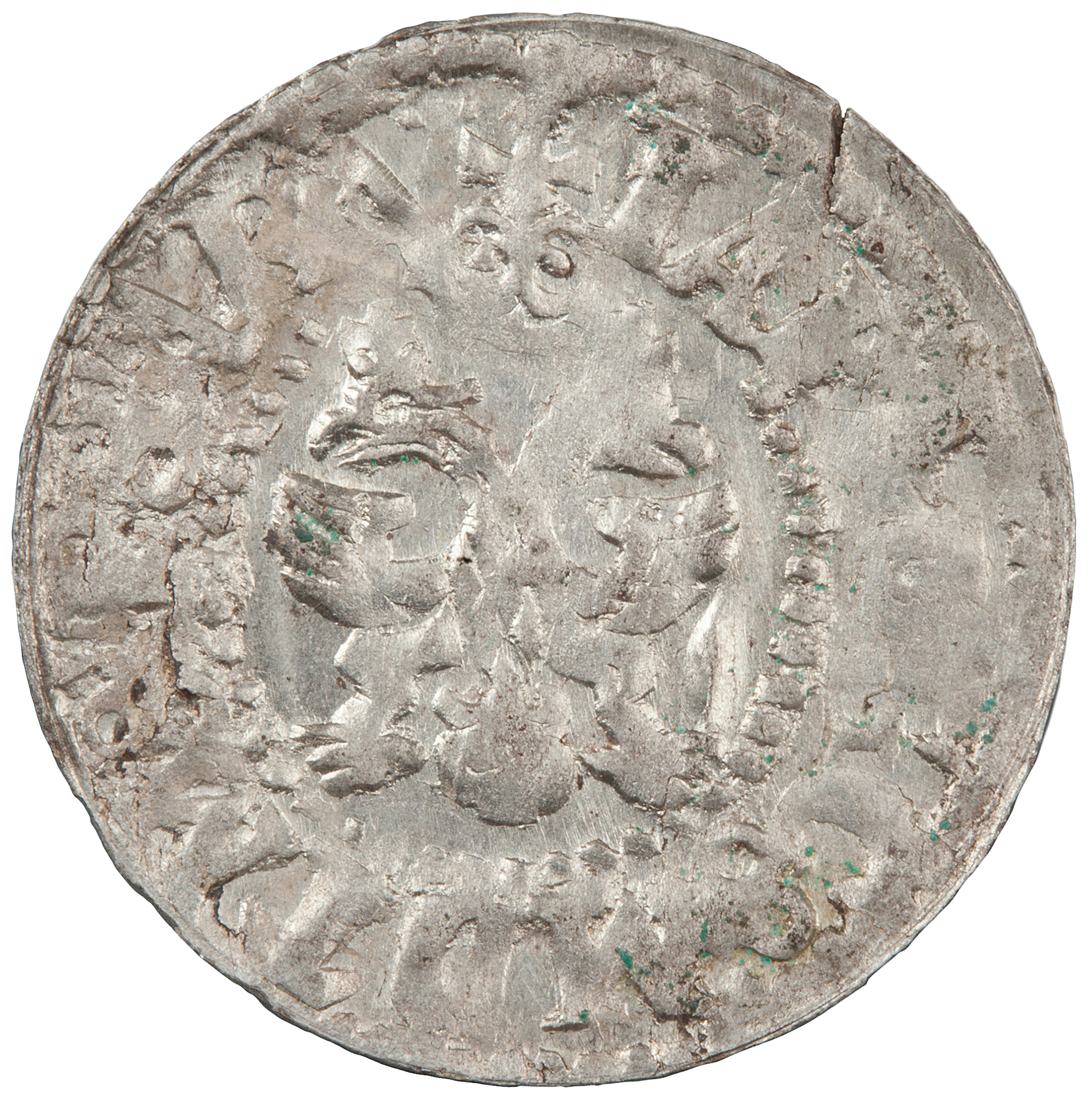
Севський чех

Севський чех — низькопробна срібна монета, карбована в Московщині у 1686–1687 для Гетьманщини. Свою назву отримала по місту Севськ (нині — районний центр Брянської області), де карбувалася монета. Це українська назва польських півтораків — монет вартістю 1+1⁄2 гроша — чехів.
Нормативна вага — 0,95 г, вартість — півтора гроша. Монети карбувалися без позначення номіналу та планувалися як альтернатива валюті тодішньої України — польським півторакам.

## Дизайн
На аверсі зображувався російський двоголовий орел під трьома коронами та поміщався напис, що містив початкові букви імені та титулів Івана та Петра Олексійовича (латиною), на реверсі позначалися дата і місце карбування — Севськ.

## Технологія карбування

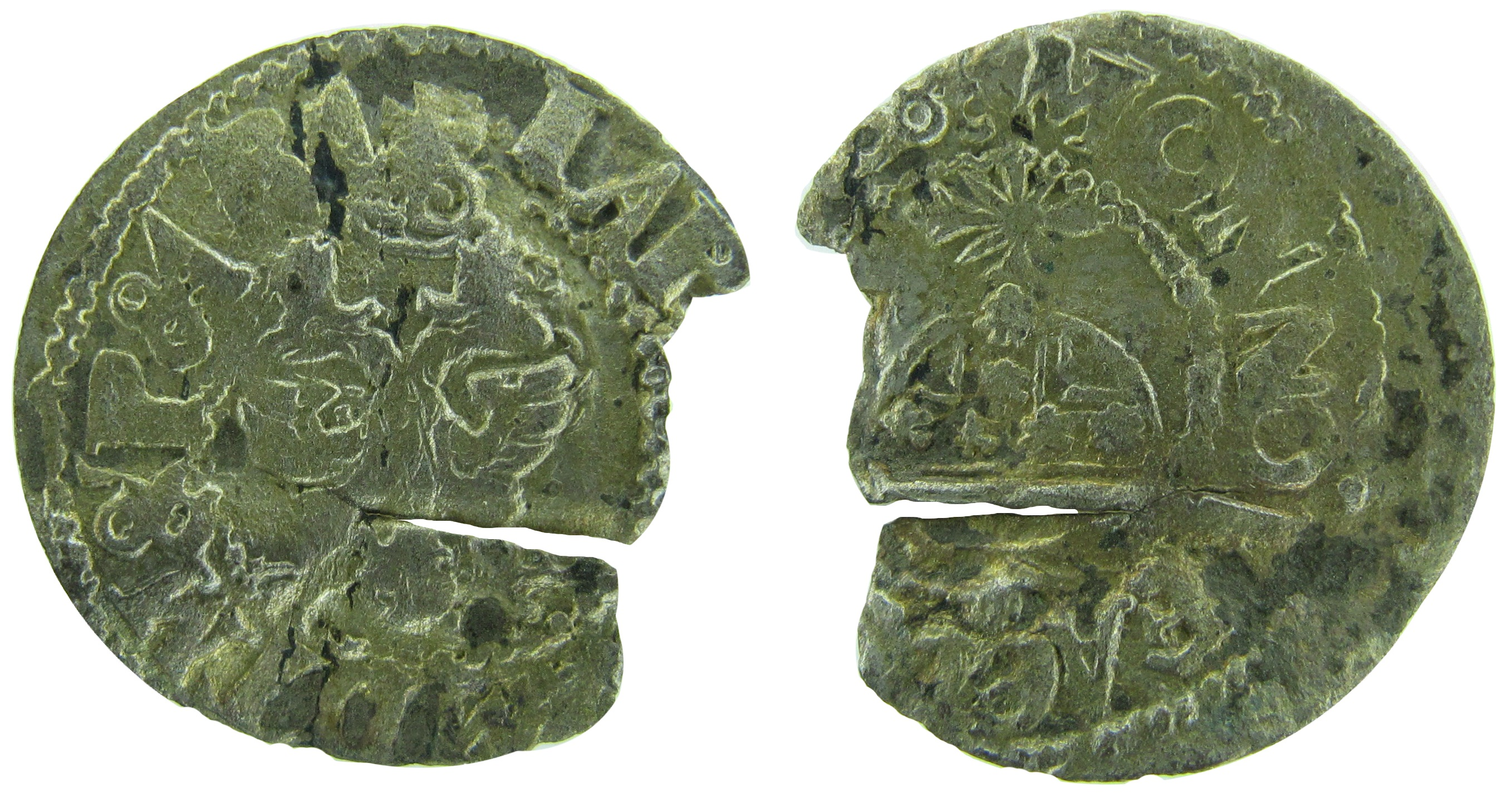
Севський чех 1686 року. Колекція Національного музею історії України

Карбування чехів проводилося способом «Вальц-верк», який більше ніколи в Росії не використовувався — прокатка тонкої смуги металу між валками, на яких були вигравірувані штемпельні зображення лицьового та зворотного боків.

## Непопулярність
У зв'язку з низькою якістю використовуваного металу (проба срібла була нижчою аналогічних польських монет) та надзвичайною крихкістю, монета не отримала довіри у населення.